# Luba
Luba (ritkábban San Carlos) az Egyenlítői-Guineához tartozó Bioko szigetének második legnagyobb városa Malabo után. A nyugati parton fekszik egy vulkanikus hegycsúcs tövében. Kikötőváros, de sok strand és egy kórház is található benne. 
Luba napjainkban közúti összeköttetésben áll a fővárossal, Malabóval. Egy órába telik elutazni egyik városból a másikba. 
1999-ben egy szabadkikötőt hoztak létre, amely mélyebb merülésű hajók kikötését is lehetővé teszi. 2010-től új autópálya épül Lubából Belebú Balachhán át a Lubai Tudományos Kráterrezervátumon keresztül Urecába a déli part mentén.